# 오란고교 호스트부
《오란고교 호스트부》(桜蘭高校ホスト部, おうらんこうこうホストクラブ 오란코코호스토쿠라부[*])는 하토리 비스코가 하쿠센샤의 순정만화 잡지 《LaLa》에 2002년 9월호부터 연재중인 만화 작품과, 만화를 원작으로 제작된 애니메이션 및 게임 작품이다.
2010년 대한민국에서는 11월 25일 부로 단행본은 18권을 마지막으로 연재가 완료되었으며, 2007년에 이미 일본에서 총 800만권이 넘는 판매부수를 보였다. TV판 애니메이션은 2006년 4월부터 동년 9월까지 니혼TV 계열 방송국에서 방영되기 시작했다.
대한민국에서는 학산문화사에서 2004년 2월부터 《오란고교 호스트부》란 제목으로 만화가 발매되기 시작하였으며, 현재(2010년 11월) 18권까지 발매 후 완결되었다. TV판 애니메이션은 2007년 투니버스에서 《오란고교 사교클럽》이란 제목으로 방영된 바 있다.

## 줄거리
도쿄의 대표적인 부자 학교, 오란고교의 특별대우학생인 '후지오카 하루히'는 조용히 공부할 자리를 찾아 남쪽 교사 3층에 위치한 제3음악실에 들어가지만, 그곳에서 '한가함이 넘치는 미소년들이 한가함이 넘치는 여학생들을 대접하는 목적의 '호스트부'라는 집단과 마주친다.
실수로 호스트부가 교내 경매에 팔 예정이었던 비싼 화병을 깬 하루히는 변상금 800만엔을 갚기 위해 호스트부의 잡용직이 되고 말고, 어느 날 안경을 벗은 맨얼굴이 미소년형이라는 사실이 알려져, 접대담당으로 격상된다. 그리고, 부장인 '스오우 타마키'가 내건 조건인, 100명(나중에 1000명으로 늘어남)의 지명 손님을 모아야 하는 처지가 되며, 호스트부의 부원으로서의 첫걸음을 내딛게 된다. 곧 하루히의 성별이 여자임이 호스트부 부원들에게 알려지지만 부원들은 이가 중요하지 않다고 생각한다. 한편, 주위의 손님들은 하루히가 실제는 여자임에 대해 전혀 눈치를 채지 못하고, 하루히의 인기는 상승하기 시작한다.
이윽고 호스트 부원의 홍일점이 된 하루히와, 이를 아는 부원들 사이의 관계 및 속셈은, 여러 가지 사건을 거치며 점차 변화하게 되는데...

## 오란고교 (桜蘭高校)
도쿄도 분쿄구에 소재한 초부유층 학교인 '오란학원'(桜蘭学院)의 고등부에 해당된다. 정식 명칭은 '사립오란학원 고등부'(私立桜蘭学院高等部).
이사장은 '스오우 유즈루'. '첫째는 집안, 둘째는 돈'이라는 캐치프레이드를 내걸고 있으며, 학생들의 대부분이 상류층. 성적 외에 집안 및 재력에 따라 A~D까지의 반으로 편성되어 있다.
장학특별대우생 제도를 채용하고 있어, 성적이 우수한 학생에 한해 일반 입학을 허용하여 학비를 면제해준다. 서민에게 있어서는 감당하기 힘든 교풍이므로, 특별대우생이 되려면 어느 정도 성격이 대담해질 필요가 있다는 소문이다.

### 호스트부 (ホスト部)
남쪽 교사의 맨 윗층의 북쪽 복도 맨 끝에 있는 제3음악실에서 영업을 한다. 각자의 특성을 살려, 손님의 취향에 맞춰주는 것이 기본 방침. 모토는 '강하게, 고상하게, 우아하게'. 창설 2년째이다.
부장은 창립자이기도 한 스오우 타마키(2학년), 하루히 이외의 부원은 타마키의 스카우트로 부에 들어왔다. 현 부원은 하니노즈카 미츠쿠니(3학년), 모리노즈카 타카시(3학년), 오오토리 쿄우야(부부장, 2학년), 히타치인 히카루(1학년), 히타치인 카오루(1학년), 후지오카 하루히(1학년)으로 총 7명(남:6, 여:1). 단 하루히가 여자임은 부 안에서만의 비밀.
접객료, 지명료, 음료수대는 무료. 포인트 제도로 운영되며, 인터넷 경매 등의 구입금액에 따라 우선 대우 등의 서비스를 받을 수 있다.

## 등장인물
- 성우 이름은 TV판 애니메이션/ CD 드라마/ 투니버스의 한국 방영판 순임.
- 만화의 등장인물의 성명은 한국어판 만화책에 실린 성명을 기술함. 투니버스의 방송 소개 사이트에는 성 부분이 빠진 이름만이 기술되어 있음.

### 호스트 부원
후지오카 하루히(藤岡 ハルヒ)
성우 - 사카모토 마아야 (TV판) / 히사카와 아야 (드라마 CD) / 이지영 (투니버스 판(한국))
이야기의 주인공. 통칭 '하루히' 또는 '하루히 군'(ハルヒ君), 1학년 A반. 155cm. 남학생 교복을 입으면 몸매로는 여성인지 판별할 수 없을 정도이다. 2월 4일생이고 좋아하는 음식은 스시(특히 참치 대뱃살), 라면, 딸기, 그리고 싫어하는 음식은 단 것, 매운 것(일부 예외가 있음)이다. 천연 계열. 자신있는 과목은 고전, 영어로 학년 수석(한번의 실수로 3등으로 떨어져 추가시험을 본 적이 있다)이다.
일반 서민 출신이면서도 성적이 우수하여 특별대우생 제도로 오란고교에 입학함. 호스트부에는 800만엔(한화 약 8000만원)을 변상하기 위해 입부함. 부원들에게 치이거나, 금전 감각의 차이에 말문이 닫히는 등 고생이 끊이지 않는다. 장래의 목표는 장학금을 받아 법학부에 진학하여, 죽은 모친 고토코의 직업이었던 변호사가 되는 것.
털털한 성격에 상당한 독설가. 악의 없이 하는 강렬한 한마디에 상대를 풀죽게 만든다. 가끔씩 소녀다운 모습도 보이나, 부친인 란카가 뉴 하프인 이유로, 성별 및 용모에 대해 관심이 없음. 한편 먹을거리에 잘 넘어감.(참치 대뱃살은 동경하면서도 아직 먹어보지 못함)
부원 이외의 학생들에게는 여자라는 사실이 알려져 있지 않으나, 중학교 시절이나 집 근처의 아는 사람들은 사실을 알고 있다. 천둥번개를 매우 싫어하며, 몸이 얼어붙을 정도로 극단적으로 두려워한다.
주변인물
- 후지오카 료지 (란카) (藤岡 涼二, 蘭花)

성우 : 코야스 타케히토 / 이종혁
후지오카 하루히의 아버지.
원래부터 바이(양성애자)였다.
하루히 어머니가 죽은 후, 여자는 전(前) 부인 한정 이라고 정해두었다.
현재는 게이바에서 근무 중.
- 소노다 이사오 혹은 미스즈(園田 功 혹은 美鈴)

성우: 나가시마 시게루 / 김영찬
후지오카 료지와 게이바에서 함께 근무하는 사이. 예전에는 은행원이었다고 한다.
여름에는 카루이자와에서 펜션 '미스즈'를 운영한다.
하루히와 같은 나이의 딸 '메이'가 있음.
- 아라이(荒井)

성우 : 타케타니 카즈키 / 박성태
하루히가 카루이자와의 펜션에서 아르바이트를 할 때 펜션으로 과일 배달을 하다 우연찮게 만남.
하루히의 중학교 때 동창이다.
스오우 타마키(須王 環 스오 다마키[*])
성우 : 미야노 마모루 (TV판) / 미도리카와 히카루 (드라마 CD) / 강수진 (투니버스 판(한국))
통칭 '킹'(キング), 타마키, 타마키 선배, 타마키님. 히타치인 쌍둥이는 '도노'(殿)라고 부름. 하니노즈카는 '타마 짱'(タマちゃん)이라 부름. 2학년 A반. 183cm. A형. 4월 8일생. 좋아하는 음식은 서민 라면, 서민 과자, 약간 나르시스트& 바보같은 왕자 계열. 자신있는 과목은 영어, 프랑스어, 세계사로 학년 차석임.(공부는 전혀 하지 않는 천재형)
호스트부 지명률 70%를 자랑하는 호스트부 부장. 달콤한 말한마디에 여자의 마음을 사로잡는 접객을 특기로 한다. 초등부에서는 '여자를 기쁘게 해주는 천재', 같은 반 남학생들에게는 '바보'로 유명. 피아노 실력은 수준급이며, 태어나서 한번도 감기에 걸린 적이 없었으나, 만화 9권에서 처음으로 감기에 걸림.(하루히가 원인)
프랑스인 어머니를 둔 혼혈이나, 어머니가 정실이 아닌 관계로 같이 프랑스에서 살고 있었다. 14세가 되었을 때 일본으로 불려와, 편입해 온 오란학원에서 알게 된 쿄우야와 함께 고등부 입학 후 호스트부를 만들게 됨.
주변인물
- 스오우 유즈루(須王 譲 스오 유즈루[*])

성우 : 이노웨 카즈히코 / 정승욱
타마키의 아버지. 오란고교의 이사장이며, 스오우 그룹회사의 대표 부회장
- 마에조모 시마(前園 シマ 마에조모 시마[*])

스오우 제2저택의 매이드장이며, 타마키 옆에서 예의범절을 가르쳐 주신다.
오오토리 쿄우야(鳳 鏡夜 오토리 교야[*])
성우 : 마츠카제 마사야 (TV판) / 스와베 준이치 (드라마 CD) / 신용우 (투니버스 판(한국))
의료계 전문 오오토리 가의 삼남. 호스트부 내에서 실질적권력을 가지고 있음. 수완이 좋아서 호스트부의 재정을 꾸려 나감.
잠버릇이 심해서, 누군가 깨우면 무서운 눈빛과 폭언을 일삼는다.
애니메이션에서는 토넬사에 의해 인수&합병되려는 오오토리 그룹의 경영권을 사들여서 인수&합병으로부터 막음.
2학년 A반. 181cm. AB형. 11월 22일생. 전갈자리. 호스트부 차장. 쿨(COOL)계. 타마키와는 14세 때부터 알고 지내는 죽마고우 사이. (반강제)
주변인물
- 오오토리 케이오(鳳 敬雄 오토리 케이오[*])

성우 : 타치키 후미히코 / 이봉준
쿄우야의 아버지
오토리 의료회사의 회장
- 오오토리 후유미(鳳 芙裕美 오토리 부히로미[*])

쿄우야의 누나
히타치인 히카루(常陸院 光)
성우 : 스즈무라 켄이치 (TV판) / 호시 소이치로 (드라마 CD) / 엄상현 (투니버스 판(한국))
모친은 디자이너. 히타치인이라는 성은 모계에서 온 것이다. 쌍둥이 형제인 카오루를 의지하지만 하루히가 그들의 세계에 발을 들여놓고 있음. 오른쪽 가르마. 카오루보다 더 장난을 좋아하며, 말이 상대적으로 거친 편임. 소악마 계. 1학년 A반. 178.2cm. B형. 6월 9일생.
히타치인 카오루(常陸院 馨 히타치인 가오루[*])
성우 : 후지타 요시노리 (TV판) / 스즈무라 켄이치 (드라마 CD) / 전광주 (투니버스 판(한국))
히카루의 쌍둥이 형제. 왼쪽 가르마. 히카루보다 상대적으로 조용하고, 차분한 편. 소악마 계. 1학년 A반. 178.2cm. B형. 6월 9일생.
하니노즈카 미츠쿠니(埴之塚 光邦 하니노즈카 미쓰쿠니[*])
성우 : 사이타 아야카 (TV판) / 오오타니 이쿠에 (드라마 CD) / 여민정 (투니버스 판(한국))
투니버스 판 이름:하니 또는 미츠쿠니
무도의 명문 하니노즈카 가문에서 '무도의 천재'로 불리고 있음. 단 것을 좋아함(저녁 식사후 홀케이크3개를 한번에 해치움). 쿄우야처럼 잠버릇이 심해, 깨우면 무서운 눈빛과 자신의 무술로 사람을 공격하고 해치운다. 공수도&유도 전국재패. 할머니가 만들어준 토끼인형(토순이)를 껴안고 다님. 로리쇼타 계. 3학년 A반. 148cm. AB형. 2월 29일생.
주변인물
- 하니노즈카 야스치카(埴之塚 靖睦)

하니노즈카 미츠쿠니의 동생이다. 형과는 달리 단 것을 싫어하며, 자신과 타인에게 모두 엄격하다. 형과 정반대의 성격인 것 같지만 사실은 비슷하다(귀여운 것, 작은 동물을 무척이나 좋아하고 있다.) 형 대신 가라데, 공수도부 사범을 하고 있다. 중학교 3학년 A반. 168cm
모리노즈카 타카시(銛之塚 崇 모리노즈카 다카시[*])
성우 : 키리이 다이스케 / 츠다 켄지로 (드라마 CD) / 서윤선
하니노즈카 가문의 가신인 모리노즈카 가문의 장남. 모리노즈카 가문은 하니노즈카 가문을 모시고 살았지만 2대전부터 결혼을 하여 현재는 동등한 위치이나 타카시가 미츠쿠니를 모시는 것은 항상 같음. 말이 거의 없고 조용함. 미츠쿠니와 혈연관계임. 와일드 계. 3학년 A반. 192cm. 5월 5일생.
주변인물
- 모리노즈카 사토시(銛之塚 悟)

모리노즈카 타카시의 동생이다. 애니메이션에는 등장하지 않지만 만화책 7권에 등장한다. 형과 마찬가지로 야스치카를 모시고 있다. 형과는 정반대의 성격을 소유하고 있다. 검도부. 중학교 3학년 A반. 175cm

### 그 외의 인물
호샤쿠지 렌게(宝積寺 れんげ)
성우 : 마에다 사야카 (TV판) / 요시즈미 코즈에 (드라마 CD) / 김현지 (투니버스 판(한국))
코스프레와 연애시뮬레이션게임이 취미인 오타쿠 소녀. 연애게임에서 쿄우야를 닮은 캐릭터에게 반해, 그의 사진을 보고 프랑스에서 전학왔다. 게임과 현실이 다르다는 것을 이해한 다음에도 학원에 남게 된다.
동인녀 지향의 설정을 아주 좋아하고, 모든 모에 속성에 정통. 화를 내면 머리카락이 메두사처럼 변한다.
원작에서의 등장 부분은 적지만, 애니메이션에서 출연분량이 대폭 증가. 강력모터를 사용한 장치로 신출귀몰하게 등장하는 것이 상투적인 패턴.
캐릭터의 설정이나 실황 해설 외에도 호스트부의 동인지의 판매(판매대금이 어디로 가는지는 알 수 없음), 백화점 옥상에서의 히어로 쇼의 사회 등에서 활약함(?).
네코자와 우메히토(猫澤 梅人)
성우 : 우에다 유지 / 최재호
흑마술부 부장이다.
밝은 빛을 싫어해 늘 어두운 장소에 있으며, 복장이나 심지어 머리도 원래 색깔인 밝은 금색을 가리기 위해 검은색 가발을 쓰고 다닌다.
저주의 고양이 인형인 베르제네프를 들고 다니며 사람들을 위협한다. 3학년 A반
주변인물
- 네코자와 키리미(猫澤 霧美)

우메히토의 여동생으로 오빠와 달리 그는 어두운 곳을 싫어한다.
네코자와의 집안대로 숭배한 고양이 특히 살아있는 들고양이를 무서워한다.
- 쿠레다케(呉竹 쿠레타케[*])

네코자와 가의 메이드
- 카도마츠(角松)

네코자와 가의 집사
소가 카즈키오(相賀 和清)
하루히와 히카루, 카오루의 같은 1학년 A반 반장
쿠라카노 모모카(倉賀野 百華)
하루히와 히카루, 카오루의 같은 1학년 A반 부반장
카사노다 리츠(笠野田 律 가사노다 리쓰[*])
성우 : 하타노 와타루 / 정명준
카사노다 가의 3대째 장남
험악한 눈매와 말수가 적어 주변 친구가 없다. 그리고 반 친구들은 일명 인간 블리자드로 불림. 1학년 D반
주변인물
- 센도우 테츠야(千堂 鉄也 센도 데쓰야[*])

센도우 가에서 아버지와 싸운 뒤 집에 나와 방황 중 카사노다를 만난 이후 카사노다 가에 지내고 있는 사람.
타카오지 시로(鷹凰子 嗣郎 다카오지 시로[*])
성우 : 타케우치 쥰코 / 정혜선
초등부 5학년 A반에 다니는 초등학생으로 부서활동은 클래식 음악부에 다니며 피아노를 잘치는 아이
같은 부서를 활동하는 카미시로 하니를 좋아한다.
에클레르 토넬(エクレール・トネール)
성우 : 타무라 유카리 / 양정화
만화책에서는 등장하지 않은 인물로 애니메이션에서는 25~26화에서 등장한다. 일본기업을 인수&합병하는 프랑스의 대기업인 토넬사의 딸로써 타마키가 호스트부를 해체하고 약혼하기로 되어있었으나(조건 : 토넬사와의 인수&합병 요인 제거, 타마키와 어머니의 재회) 결국은 하지 못한다.
메이드 1, 2(メイド A, B)
성우 : A 오노 료코 / B 와타나베 사토미 / 1 김보영 / 2 안영미 (애니메이션 판의 성우 정보)
성 로벨리아 여학원(聖 ロベリア 女学院)
즈카부(ツカ部 츠카부[*])
한국에서는 여극클럽으로 불림.
- 아마쿠사 베니오(天草 紅緒, 홍장미)

성우 : 사이가 미츠키 / 정유미
성 로벨리아 여학원 고등부 2학년
부서활동인 즈카부의 부장으로 이 부서에서 홍장미로 불린다.
- 마이하라 치즈루(舞原 千鶴 마이하라 지즈루[*], 은방울꽃)

성우 : 야마다 미호 / 이용신
성 로벨리아 여학원 고등부 2학년
즈카부 부원으로 이 부서에서는 은방울꽃으로 불린다.
- 츠와부키 히나코(石蕗 雛子 쓰와부키 히나코[*], 데이지)

성우 : 사사모토 유코 / 정혜옥
성 로벨리아 여학원 고등부 1학년
즈카부 부원으로 이 부서에는 데이지로 불린다.
기타 인물
- 쿠제 타케시(九瀬 猛 구제 다케시[*])

애니메이션에 등장하지 않고 만화책 10권에서 등장한다. 오오토리 쿄우야에게 대한 라이벌 의식이 강하다. 쿄우야를 오오토리가(家) 삼남인 것을 비아냥거리듯이 비꼰다.
- 미츠야마 카난(満山 香南 미쓰야마 가난[*])

애니메이션에 등장하지 않고 만화책 10권에서 등장한다. 쿠제 타케시의 약혼녀.
- 카자마 젠노스케(風間 善之助 가자마 젠노스케[*])
- 카나즈키 레이코(伽名月 麗子 가나즈키 레이코[*])

## 만화
- 지음: 하토리 비스코
- 그림: 하토리 비스코
- 옮김: 최윤정
- 출간: 학산문화사

1. 오란고교 호스트부 1권 - 2004년 2월 28일(ISBN 978-89-529-5149-6)
2. 오란고교 호스트부 2권 - 2004년 3월 25일(ISBN 978-89-529-5229-5)
3. 오란고교 호스트부 3권 - 2004년 5월 28일(ISBN 978-89-529-5504-3)
4. 오란고교 호스트부 4권 - 2004년 10월 29일(ISBN 978-89-529-6078-8)
5. 오란고교 호스트부 5권 - 2005년 3월 30일(ISBN 978-89-529-6725-1)
6. 오란고교 호스트부 6권 - 2005년 9월 23일(ISBN 978-89-529-7427-3)
7. 오란고교 호스트부 7권 - 2006년 3월 18일(ISBN 978-89-529-7989-6)
8. 오란고교 호스트부 8권 - 2006년 6월 16일(ISBN 978-89-529-8428-9)
9. 오란고교 호스트부 9권 - 2006년 12월 29일(ISBN 978-89-529-9133-1) 한정판 - (ISBN 978-89-529-9134-8)
10. 오란고교 호스트부 10권 - 2007년 5월 30일(ISBN 978-89-529-5149-6)
11. 오란고교 호스트부 11권 - 2007년 12월 10일(ISBN 978-89-258-0433-0) 한정판 - (ISBN 978-89-258-0644-0)
12. 오란고교 호스트부 12권 - 2008년 5월 29일(ISBN 978-89-258-1405-6)
13. 오란고교 호스트부 13권 - 2009년 9월 25일
14. 오란고교 호스트부 14권 - 2009년 9월 25일
15. 오란고교 호스트부 15권 - 2010년 3월 31일

## 애니메이션
2006년 4월 4일 ~ 9월 26일까지, 니혼 테레비에서 방송되었다.
대한민국에서는 2007년 8월 13일 ~ 10월 2일까지, 투니버스에서 '오란고교 사교클럽'이란 이름으로 방영되었다.
| 방영 화수 | 제목(원어, 풀이)           | 제목(원어, 풀이)                  | 한국어판 제목                   | 수록된 권           |
| --------- | -------------------------- | --------------------------------- | ------------------------------- | ------------------- |
| 제1화     | 今日から君はホストだ       | 오늘부터 너는 호스트다            | 오란고교 사교클럽?              | 1권 1화             |
| 제2화     | 高校生ホストのお仕事       | 고등학생 호스트의 일              | 사교클럽이 존재하는 이유        | 1권 2화             |
| 제3화     | 身体検査に御用心           | 신체검사를 조심                   | 신체검사를 조심해!              | 2권 4화             |
| 제4화     | 女子マネージャー襲来       | 여자 매니저 출연                  | 여자 매니저 등장                | 1권 3화             |
| 제5화     | 双子ケンカする             | 쌍둥이 다투다                     | 쌍둥이 싸움하다                 | 2권 5화             |
| 제6화     | 小学生ホストはやんちゃ系   | 초등학생 호스트는 장난꾸러기계    | 새 멤버는 개구쟁이 타입         | 2권 6화             |
| 제7화     | ジャングルプールSOS        | 정글풀 SOS                        | 정글풀장 SOS                    | 2권 7화             |
| 제8화     | 太陽と海とホスト部         | 태양과 바다와 호스트부            | 태양과 바다 그리고 사교클럽     | 3권 8화~9화         |
| 제9화     | ロベリア女学院の挑戦       | 로벨리아 여학교의 도전            | 도전! 로벨리아 여학교           | 3권 10화            |
| 제10화    | 藤岡家の日常               | 후지오카가의 일상                 | 하루히 집의 일상                | 3권 12화~4권 13화   |
| 제11화    | お兄ちゃまは王子様         | 오빠는 왕자님                     | 오빠는 왕자님                   | 5권 21화            |
| 제12화    | ハニー先輩の甘くない三日間 | 하니 선배의 단 음식 없는 3일      | 하니 선배를 위한 단 음식 금지령 | 1권 번외편,4권 14화 |
| 제13화    | 不思議の国のハルヒ         | 이상한 나라의 하루히              | 이상한 나라의 하루히            | 4권 15화            |
| 제14화    | 噂のホスト部を取材せよ     | 소문의 호스트부를 취재하라        | 사교클럽을 취재하라             | 4권 16화            |
| 제15화    | 軽井沢さわやかバトル       | 카루이자와 상큼한 배틀            | 여름펜션의 상큼한 승부          | 5권 18화~19화       |
| 제16화    | ハルヒと光の初デート大作戦 | 하루히와 히카루의 첫데이트 대작전 | 하루히와 히카루의 데이트 대작전 | 5권 20화            |
| 제17화    | 鏡夜の不本意な休日         | 쿄우야의 원치않던 휴일            | 쿄우야의 원치않은 휴일          | 7권 28화            |
| 제18화    | チカ君のハニー打倒宣言     | 치카의 하니 타도 선언             | 치카의 하니 타도 선언           | 7권 29화~30화       |
| 제19화    | ロベリア女学院の逆襲       | 로벨리아 여학교의 역습            | 로벨리아 여학교의 역습          | 7권 31화            |
| 제20화    | 双子があけた扉             | 쌍둥이가 연 문                    | 쌍둥이가 펼친 문                | 9권 37화            |
| 제21화    | いつかカボチャになる日まで | 언젠가 호박이 되는 날까지         | 언젠가 호박이 되는 날까지       | 3권 11화,8권 32화   |
| 제22화    | モリ先輩に弟子入り志願     | 모리 선배에게 제자 입문 희망      | 모리 선배의 무서운 제자         | 8권 34화~35화       |
| 제23화    | 環の無自覚な憂鬱           | 타마키의 자각 없는 우울           | 타마키의 자각 없는 우울         | 8권 36화            |
| 제24화    | そして鏡夜は出会った       | 그리고 쿄우야는 만났다            | 그리고 쿄우야는 만났다          | 8권 33화            |
| 제25화    | ホスト部解散宣言           | 호스트부 해산 선언                | 사교클럽 해산 선언              | 미수록              |
| 제26화    | これが俺たちの桜蘭祭       | 이것이 우리들의 오란제            | 이것이 우리들의 오란제          | 미수록              |

책과 애니메이션의 차이점
- 25,26화 애니메이션 분은 만화책 6권 23~26화의 내용과 비슷한 면이 있지만 많은 차이점을 보이고 있다.

만화책에서는 호스트부 해산선언이나, 쿄우야가 아버지에게 뺨을 맞는다든지, 타마키가 에클레르 토네일과 정략 약혼을 한다는 내용은 절대 없다.
비슷한 내용은 축제를 한다는 것과 타마키의 할머니가 타마키에게 좋지 않은 말은 하는 것이다.
실제로 만화책에서는 미식축구부와의 중앙살롱쟁탈전에서 시작하여 살롱쟁탈전에서 승리하고 순조로운 축제분위기를 만들어 나가는 것이다.
- 12화는 미츠쿠니의 잠버릇에 대한 내용이 1권 번외편에 되어있고, 나머지 부분은 4권 14화에 있기 때문에 두 부분을 붙여 서술했다.
- 21화는 3권의 핼러윈 날과 8권의 담력시험 날을 섞어 놓았다. 그래서 두 부분을 붙여 서술했다.

다른 본즈 애니메이션 캐릭터의 깜짝출연
- 7화에서는 렌게가 《라제폰》의 쿠사라기 쿠온을 코스프레한 장면이 나온다. 몸에 새겨진 문양, 보라색 양산, "라라?"라는 멘트, 쿠온의 얼굴뒤로 도쿄 주피터(Tokyo Jupiter)의 모습이 나오기도 했다. "라라?"는 만화가 연재되는 잡지 《LaLa》를 가리키는 말도 되기 때문에 동음이의어를 이용한 개그이다. 사카모토 마아야는 《라제폰》에서 미시마 레이카라는 중요한 역할을 맏았기에 극중 하루히가 "전혀 모르겠어."라는 말을 남기는 것도 개그라고 볼 수 있다.
- 16화에서 하루히와 히카루가 데이트 하는 도중에 인형을 살펴보는 장면이 나오는데 이 인형의 모습이 《강철의 연금술사》의 에드워드 엘릭을 닮았다.

일본판 주제곡
- 여는 곡 '벚꽃 키스'(일본어: 桜キッス)
  - 노래 : 카와베 치에코
- 닫는 곡 '질주'(일본어: 疾走)
  - 노래：LAST ALLIANCE

한국판 주제곡
- 여는 곡 〈꽃잎 키스〉
  - 노래 : 이용신
- 닫는 곡〈질주〉
  - 노래 : 이도형
- 18화 닫는 곡〈어둠의 질주〉
  - 노래 : 몬스터 클럽(시영준, 송준석, 안장혁, 최석필, 이장원)
  - 몬스터 클럽의 본래 명칭은 파이브 몬스터로, 괴물 목소리를 주로 맡는 성우 다섯 명의 모임이다.

## 텔레비전 드라마
2011년 7월 22일에서 9월 30일까지 TBS 계열에서 Friday Break에서 방송되었다. 카와구치 하루나는이 작품이 연속 드라마 첫 주연.

### 등장 인물

#### 오란 호스트부
후지오카 하루히 - 카와구치 하루나 (유소기 이시이 모모카)
스오 타마키 - 야마모토 유스케
오오토리 쿄야 - 다이토 슌스케
히타치인 히카루 - 타카기 신페이
히타치인 카오루 - 타카기 만페이
하니노즈카 미츠쿠니 - 치바 유다이 (유소기 니시다 쇼고)
모리노즈카 타카시 - 나카무라 마사야

#### 흑마술부
네코자와 우메히토 - 류세이 료
카나즈키 레이코 - 스기사키 하나 (제7화 - 최종화)

#### 호스트부 여성 후원자
토조 치하루 - 오가와 모모에
사이조 나츠키 - 히로무라 미츠미
난조 아키나 - 히가시 아유
쿠라카노 모모카 - 세이노 나나
사쿠라즈카 키미코 - nicola
후원자 - 후사 미도리, 미즈타니 유키에, 에리나, 타카하시 마도카, 미야기 미스즈, 오다지마 나기사, 시라이시 미사키, 안자이 료오, 아스미, 타카하시 이부키

#### 기타
후지오카 코토코(타계 사진 / 회상) - 스즈키 아미

### 주제가
- miwa〈FRiDAY-MA-MAGiC〉 (소니 뮤직 레코드)

### 극장판
《영화 오란고교 호스트부》는 2012년 3월 17일 개봉 일본 영화.

#### 등장 인물
- 후지오카 하루히 - 카와구치 하루나 (유소기 이시이 모모카)
- 스오 타마키 - 야마모토 유스케
- 네코자와 우메히토 - 류세이 료
- 모리노즈카 타카시 - 나카무라 마사야
- 하니노즈카 미츠쿠니 - 치바 유다이
- 히타치인 히카루 - 타카기 신페이
- 히타치인 카오루 - 타카기 만페이
- 토조 치하루 - 오가와 모모에
- 사이조 나츠키 - 히로무라 미츠미
- 난조 아키나 - 히가시 아유
- 쿠라카노 모모카 - 세이노 나나
- 사쿠라즈카 키미코 - nicola
- 쿠제 타케시 - 이치카와 토모히로
- 토고인 마코토 - 키쿠타 다이스케
- 타루미 하야토 - 스즈키 카츠히로
- 카나즈키 레이코 - 스기사키 하나
- 미츠야마 카난 - 반도 하루
- 미셸 비서 - 카롤리나
- 스오가 비서 - 아베 마리
- 타치바나 세이자부로 - 쿠스미 세이주
- 로란스 비서 - 스루가 타로
- 미셸 에리카 모나르 - 시노다 마리코
- 로란스 신 모나루 - 닉쿤 (2PM)
- 안느 소피 - 자이젠 나오미 (특별 출연)
- 란파 (후지오카 료지) - 토츠기 시게유키
- 후지오카 코토코 - 스즈키 아미
- 오오토리 타카오 - 시미즈 아키히로
- 스오 유즈루 - 마스 타케시
- 스오 시즈에 - 에나미 쿄코
- 오오토리 쿄야 - 다이토 슌스케

### 스핀오프 드라마
《오란고교 호스트부~하루히의 해피버스데이 대작전~》은 au·LISMO 드라마로 2012년 1월 6일부터 전달 된 스핀오프 드라마이다. 총 4화.

## 게임
아이디어 팩토리(오토메이트)에서 2007년 4월 19일에 발매한 플레이스테이션 2용 게임. 플레이어가 주인공, 후지오카 하루히가 되어 시나리오 분기점에 따라 여러 엔딩을 보는 것이 가능한 멀티스토리 어드벤쳐 게임. 전편 오리지널 풀 보이스로 일러스트는 애니메이션 스탭이 담당하였다. 또한 원작자인 하토리 비스코가 그린 오리지널 캐릭터도 등장한다.

### 게임 오리지널 캐릭터
장 피에르 레오
성우: 노미야 카즈노리
현란고교 2학년. 프랑스 태생으로 타마키의 친구.. 프랑스에서 타마키와 만났을 때 타마키에게 프랑스어를 가르치면서 친구가 되었다. 타마키를 현란고교로 데려가기 위해 오란고교로 왔다.
왕 론
성우: 우치노 하지메
현란고교 2학년. 중국에서 온 유학생. 중국의 악질금융회사 아들.
고토쿠지 요시츠나
성우: 사키모토 마사카즈
현란고교 2학년. 레오의 경호원, 왠지 타마키 선배와 닮은 것 같기도.
히메미야 사유리
성우: 타카하시 아미카
오란고교 1학년. 하루히의 유치원 친구. 지기 싫어하는 성격이지만 사랑은 늦게 시작하였다. 어렸을 때 미국으로 이민갔으나, 첫사랑의 상대를 쫓아 일본으로 돌아왔다. 하루히를 하루짱이라고 부르고 있다.